# Мортън (окръг, Северна Дакота)
Вижте пояснителната страница за други значения на Мортън.
Окръг Мортън (на английски: Morton County) е окръг в щата Северна Дакота, Съединени американски щати. Площта му е 5038 km², а населението - 30 796 души (2017). Административен център е град Мандън.